# Kay (nome)
Kay è un nome proprio di persona maschile e femminile proprio di diverse lingue.

## Origine e diffusione
Il nome "Kay" può avere diverse origini, che identificano nomi omografi, però proveniente da diverse culture:
- in lingua inglese, Kay è un nome femminile, ipocoristico di altri nomi che cominciano con la lettera K, in particolar modo Katherine[1][2]; negli Stati Uniti è in uso dagli anni 1890, e ha raggiunto il massimo picco di utilizzo (tra i 100 nomi più usati) fra il 1936 e il 1945[2]. Questo nome è presente in alcuni nomi composti inglesi, come Kayla, Kaylee e Kaylyn.
- in lingua gallese, Kay è un nome maschile[3]. Deriva dal più antico Cai (o Cei), che è forse una variante di Caio[3]. Questo nome è portato da Sir Kay, uno dei cavalieri della Tavola Rotonda[3].
- in frisone, tedesco, danese, norvegese e svedese, Kay è un nome maschile[4]. Si tratta di una variante di Kai[4], nome di origine dubbia: è possibile che fosse un ipocoristico frisone di nomi quali Gerhard, Cornelis, Nicolaas o Gaius[5]. Varianti di questo nome sono, nelle lingue scandinave, Kaj, Cai e Caj[5].

## Onomastico
Nessun santo porta il nome "Kay". L'onomastico può essere festeggiato in concomitanza con quello dei nomi di cui costituisce un derivato, o altrimenti il 1º novembre, per Ognissanti.

## Persone

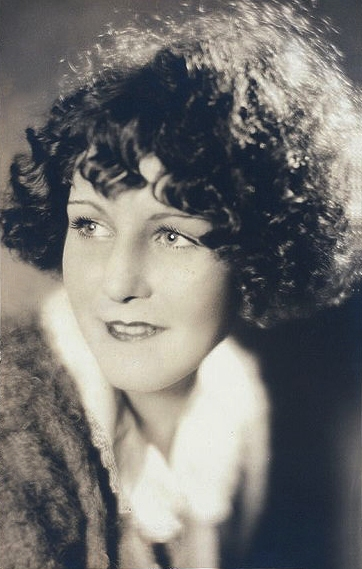
Kay Johnson

### Femminile

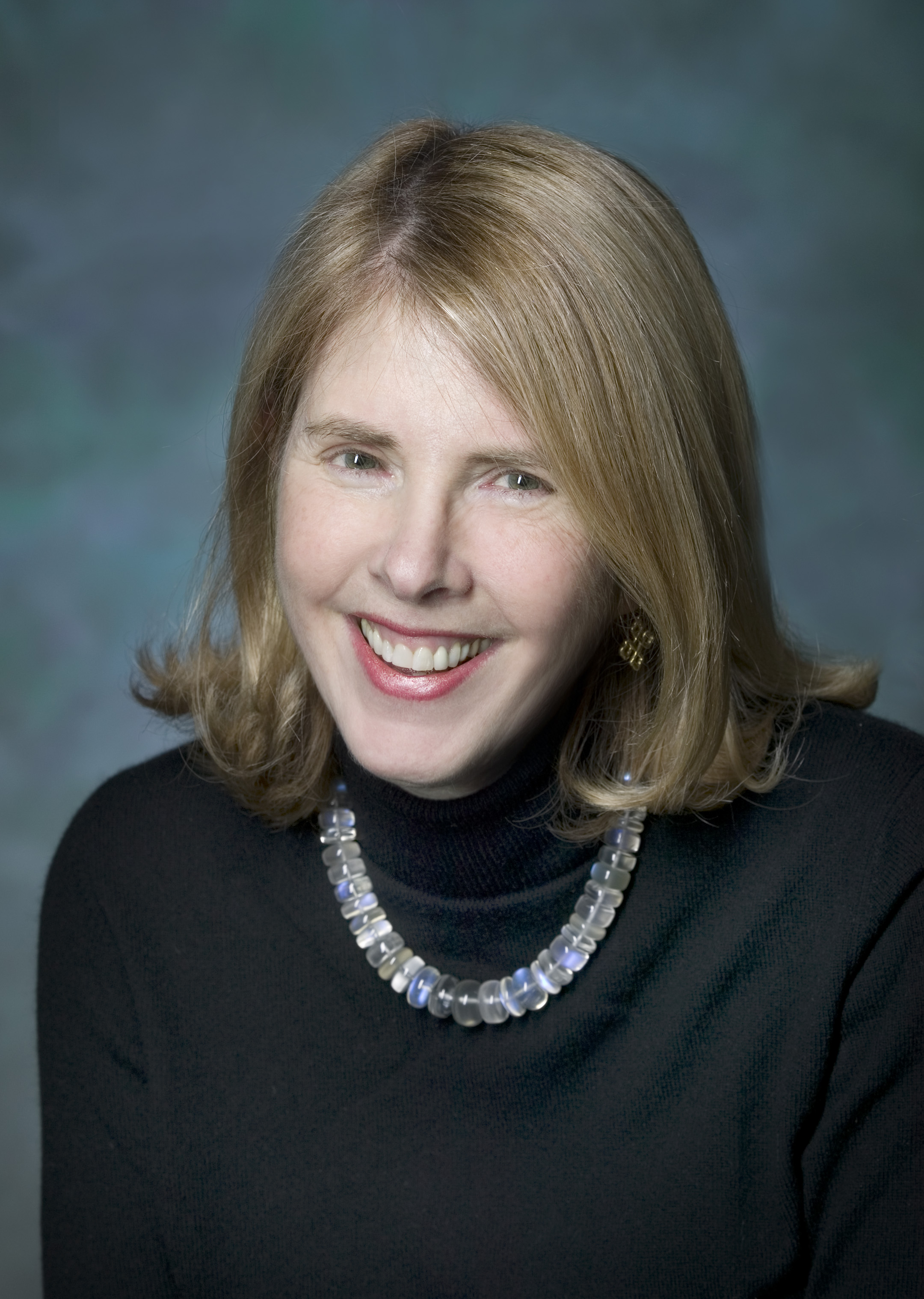
Kay Redfield Jamison

- Kay Bailey Hutchison, politica statunitense
- Kay Boyle, scrittrice statunitense
- Kay Francis, attrice statunitense
- Kay Granger, politica statunitense
- Kay Hagan, politica statunitense
- Kay Johnson, attrice statunitense
- Kay Kendall, attrice britannica
- Kay Lenz, attrice statunitense
- Kay McCarthy, cantante, musicista e scrittrice irlandese naturalizzata italiana
- Kay Medford, attrice statunitense
- Kay Panabaker, attrice statunitense
- Kay Parker, pornoattrice e scrittrice britannica
- Kay Redfield Jamison, psichiatra, saggista e docente statunitense
- Kay Rush, giornalista, conduttrice radiofonica, disc jockey e scrittrice statunitense naturalizzata italiana
- Kay Sage, pittrice e poetessa statunitense
- Kay Stammers, tennista britannica
- Kay Yow, allenatrice di pallacanestro statunitense

### Maschile
- Kay Bluhm, canoista tedesco
- Kay Bojesen, designer danese
- Kay Brem, bassista svizzero
- Kay Kuter, attore e doppiatore statunitense
- Kay Kyser, musicista statunitense
- Kay One, rapper tedesco
- Kay Sabban, attore tedesco
- Kay van Dijk, pallavolista olandese
- Kay Voser, calciatore svizzero

## Il nome nelle arti
- Kay Adams è un personaggio del romanzo di Mario Puzo Il padrino, e dei film da esso tratti.
- Kay Challis è un personaggio della serie a fumetti Doom Patrol.
- Kay Daniels è un personaggio della serie televisiva del 2018 Deception.
- Kay Faraday è un personaggio della serie di videogiochi Ace Attorney.
- Kay Scarpetta è un personaggio di svariati romanzi di Patricia Cornwell.